# Paulo Barros (carnavalesco)
Paulo Roberto Barros Braga, mais conhecido como Paulo Barros (Nilópolis, 14 de maio de 1962), é um carnavalesco brasileiro. Inovou no carnaval ao realizar desfiles inovadores na escola de samba Unidos da Tijuca.

## Biografia

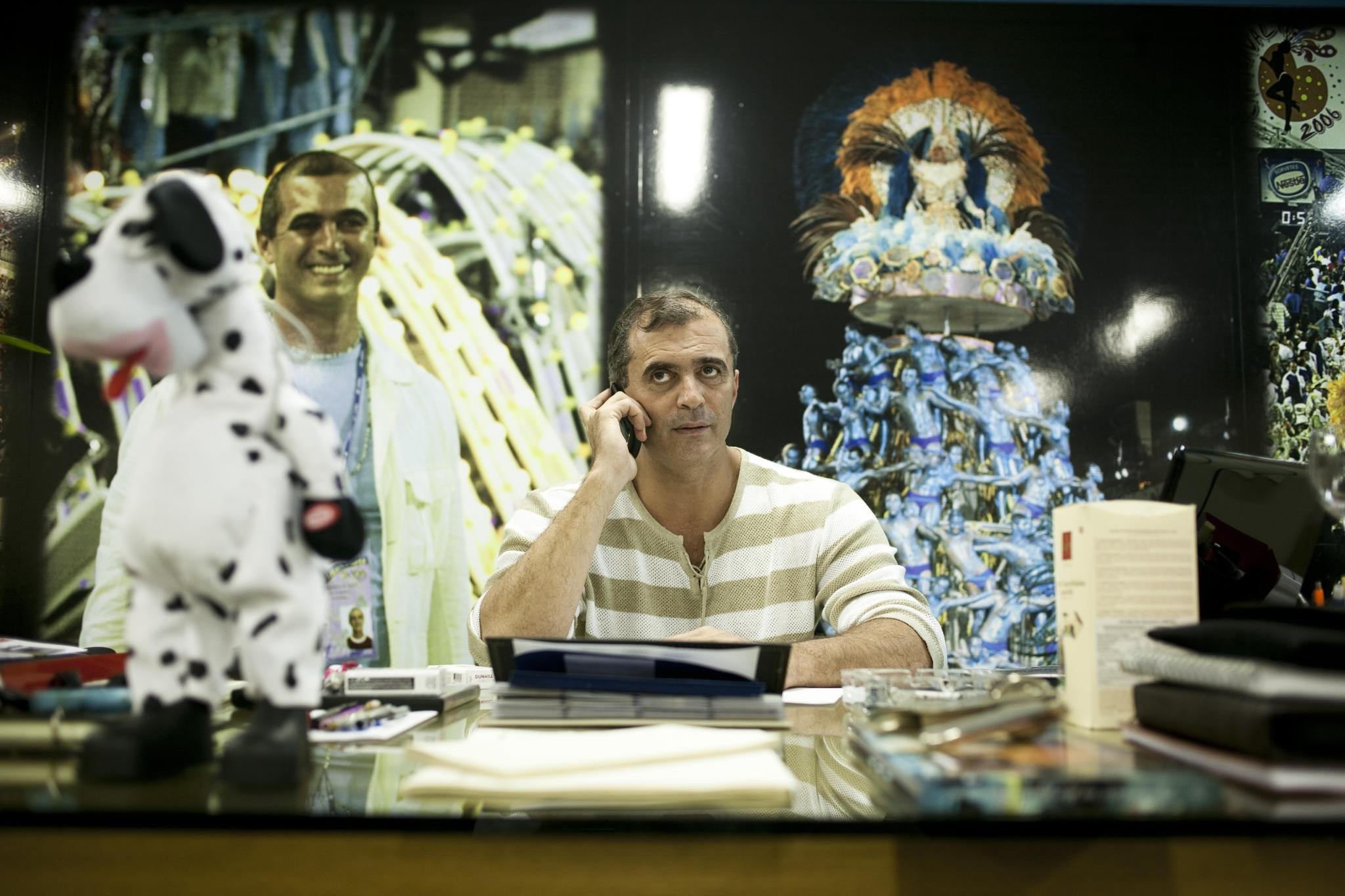
Paulo Barros em 2010

Começou na Vizinha Faladeira onde ficou por dois anos. Depois passou pela Arranco onde ficou por seis anos, em 2003 foi para o Paraíso do Tuiuti, mas no ano seguinte em que despontou como grande carnavalesco, quando esteve na Unidos da Tijuca, no período de 2004 a 2006, quando trouxe o carro DNA entre outros, Paulo, também teve uma pequena participação na Estácio de Sá, em 2006, onde junto com outros carnavalescos ganhou seu primeiro título com o reedição do enredo Quem é você? pelo Grupo de Acesso A. Após isso esteve por três anos na Viradouro, onde no primeiro ano levou a bateria em cima de um carro alegórico. Em 2008 causou polêmica com o Carro do Holocausto, que foi proibido pela justiça de desfilar na Marquês de Sapucaí e saiu devido a agremiação não ter mais interesse no seu trabalho
.
Em 2009, dividiu com Paulo Menezes o Carnaval da Renascer de Jacarepaguá
 onde surpreendeu com um desfile falando sobre os transportes, levando a Escola ao vice-campeonato do Grupo de Acesso A, e na Vila Isabel, onde junto com Alex de Souza
, mostrou a história do Theatro Municipal, sendo a escola aclamada como uma das favoritas ao título, porém, terminando em 4º lugar.
Em 2010, retornou a Unidos da Tijuca

, escola que o consagrou e assim conquistou o seu primeiro título no Grupo Especial do Rio de Janeiro (a escola não ganhava desde 1936 no especial), com um desfile marcante que veio a partir de uma ideia enviada a ele por meio de um a rede social, através de um menino de 15 anos. O grande destaque daquele desfile foi a comissão de frente que usou truques de mágica e também esteve na Renascer de Jacarepaguá, onde fez dessa vez, com Wagner Gonçalves.
Em 2011, apostou num enredo sobre o medo no cinema usando filmes, como: Harry Potter. Além da comissão de frente, arrancando cabeças e corpos, acabou sendo vice-campeão. Em 2012, Paulo fugiu de desfiles Hollywoodianos e apostou em enredos sobre homenagens, desta vez, sobre o centenário de Luiz Gonzaga, o rei do baião, e enfim foi bicampeão com a Unidos da Tijuca. Em 2013, ele apostou no enredo sobre a Alemanha no Brasil falando sobre a cerveja, mitos, o deus Thor e até mesmo os bonequinhos Playmobil, porém alguns carros quebraram durante o desfile e assim a Unidos da Tijuca terminou em 3° lugar.
Em 2014, sagrou-se tricampeão com a Unidos da Tijuca em um enredo que homenageou Ayrton Senna e a velocidade, com personagens e pessoas a ver com o tema, como: o velocista Usain Bolt, além da Corrida Maluca, Ligeirinho, entre outros. Depois do carnaval especulou-se sua ida a Mocidade, onde veio a acertar com a escola para o carnaval de 2015 com um enredo sobre o fim do mundo.
Em 2015, acabou ficando na 7ª posição, não correspondendo as expectativas de que era antes e se desligou da Mocidade para acertar com a Portela.
Na Majestade do Samba, assinou o enredo "No voo da águia, uma viagem sem fim...", ficando com a 3° posição, empatando com a Unidos da Tijuca, com 269,7, que ficou em 2°, e a um décimo da campeã Mangueira.
No dia 12 de Fevereiro de 2016 renovou o seu contrato com a azul e branco de Oswaldo Cruz e Madureira. Em 1 de Março de 2017, se consagrou campeão do Carnaval de 2017.
Em 6 de março de 2017, tornou pública a sua saída da Portela, afirmando que "realizou um sonho de criança" ao atuar na agremiação de Madureira. Posteriormente anunciou anunciando sua ida para a Vila Isabel, onde apresentou o enredo Corra que o futuro vem aí, com o qual alcançou um modesto 8º lugar. Após o carnaval de 2018 terminou por sair da escola e assinou seu retorno à Unidos do Viradouro, que voltou ao Grupo Especial após ser campeã da Serie A em 2018. No mesmo ano foi enredo da tradicional Vizinha Faladeira, que disputou a Série B, escola em que Barros realizou seu primeiro carnaval. O enredo foi "O Marquês numa viagem pioneira, vê nascer um rei na Vizinha Faladeira. Paulo Barros, o DNA do carnaval" e rendeu à escola um 4º Lugar.
Em 2018, Paulo Barros fez parte da Comissão de Artes do Boi Bumba Caprichoso pro 53° Festival de Parintins, ocupando também o posto de diretor de efeitos do Boi.
No carnaval de 2019 apresentou, na Unidos do Viradouro, o enredo Viraviradouro. Com um desfile impecável sobre o universo encantado das histórias infantis a escola conseguiu um inédito vice campeonato, com o qual também fez história no carnaval carioca com a melhor colocação de uma escola recém chegada da Série A, superando a Unidos da Tijuca e seu 5º lugar em 2000.
Saiu da escola de samba de Niterói, devido agremiação não querer dividir o carnaval com a Gaviões da Fiel, em que havia sido contratado, retornando a velha casa Unidos da Tijuca, por esta não exigir exclusividade.
Em 2020, realizou um enredo sobre a Arquitetura na Unidos da Tijuca, levando a escola ao 9° lugar. No Carnaval de São Paulo, levou a Gaviões da Fiel ao 11° lugar com um desfile que falava sobre o Amor. No final de 2021, anunciou a sua saída da Gaviões da Fiel.
Logo após o carnaval de 2020, ele saiu da Tijuca e retornou para a Tuiuti, escola que Paulo já havia comandado em 2003. Inicialmente, o enredo escolhido foi Soltando os Bichos, que falaria sobre os animais. Porém, com o cancelamento do Carnaval de 2021, ele alterou o enredo para o Carnaval de 2022. O novo enredo se chamou "Ka Ríba Tí Ye – Que nossos caminhos se abram" que foi o primeiro enredo afro de sua carreira, ficando em 11º lugar.
Em junho de 2022, Luiz Guimarães assumiu a presidência da Unidos de Vila Isabel e para o carnaval de 2023, contratou o carnavalesco Paulo Barros. O enredo se chamou "Nessa Festa, Eu Levo Fé!" sobre as festas religiosas que mobilizam populações em todo o mundo. O desfile foi elogiado por público e crítica pela empolgação e criatividade nos quesitos visuais e de pista, colocando a escola como uma das favoritas ao campeonato. A Vila recebeu os prêmios SRzd e Explosão In Samba de melhor escola. A alegoria "Festas de São Jorge" foi considerada pelos especialistas como a grande imagem do carnaval, também recebendo prêmios. Na apuração, a Vila perdeu décimos em quesitos como Samba-Enredo e Alegorias e Adereços, e acabou em terceiro lugar, ficando a meio ponto de distância da campeã Imperatriz Leopoldinense.
No dia 26 de abril de 2023, a Vila anunciou a reedição do seu enredo de 1993, "Gbalá - Viagem ao Templo da Criação", originalmente criado pelo carnavalesco Oswaldo Jardim, baseado na cultura iorubá. A reedição em 2024, assinada por Paulo Barros, manteve a narrativa original, tendo como ponto de partida um mundo corrompido, após o homem se perder da missão inicial, designada por Oxalá, de ajudar a cuidar e manter a Terra em plena harmonia. Tomado pela ganância, a humanidade envenenou o planeta fazendo com que o seu criador também adoecesse. A esperança de salvação são as crianças, de todo o mundo, que são levadas ao Templo da Criação de Olorum, onde são ensinadas sobre a criação do mundo e do homem como uma forma de "salvar" as novas gerações dos erros cometidos pela humanidade. O desfile ficou em 6º lugar.

## Carnavais
| Ano  | Escola                                | Colocação   | Divisão     | Enredo                                                                                                | Ref.          |
| ---- | ------------------------------------- | ----------- | ----------- | --- | ------------- |
| 1994 | Vizinha Faladeira                     | Vice-campeã | Grupo B     | Sou Rei, Sou Rainha na Corte da Vizinha                                                               | [ 1 ]         |
| 1995 | Vizinha Faladeira                     | 6.º lugar   | Grupo A     | O Relicário do Samba                                                                                  | [ 1 ]         |
| 1999 | Arranco                               | 4.º lugar   | Grupo B     | Numa fuga alucinada, entre piolhos e galinhas, veio até uma rainha                                    | [ 1 ]         |
| 2000 | Arranco                               | 7.º lugar   | Grupo B     | Brasil, 500 anos em três raças                                                                        | [ 1 ]         |
| 2001 | Arranco                               | 4.º lugar   | Grupo B     | Oh, que saudades que eu tenho!                                                                        | [ 1 ]         |
| 2002 | Vizinha Faladeira                     | 5.º lugar   | Grupo B     | Nem tudo que reluz é ouro                                                                             | [ 1 ]         |
| 2003 | Paraíso do Tuiuti                     | 4.º lugar   | Grupo A     | Tuiuti desfila o Brasil em telas de Portinari                                                         | [ 1 ]         |
| 2004 | Unidos da Tijuca                      | Vice-campeã | Especial    | O Sonho da Criação e a Criação do Sonho: A Arte da Ciência No Tempo do Impossível                     | [ 25 ]        |
| 2005 | Unidos da Tijuca                      | Vice-campeã | Especial    | Entrou Por um Lado, Saiu Pelo Outro… Quem Quiser Que Invente Outro!                                   | [ 1 ]         |
| 2006 | Unidos da Tijuca                      | 6.º lugar   | Especial    | Ouvindo Tudo Que Vejo, Vou Vendo Tudo Que Ouço                                                        | [ 1 ]         |
| 2006 | Estácio                               | Campeã      | Grupo A     | Quem é você?                                                                                          | [ 1 ]         |
| 2007 | Viradouro                             | 5.º lugar   | Especial    | A Viradouro Vira o Jogo                                                                               | [ 1 ]         |
| 2008 | Viradouro                             | 7.º lugar   | Especial    | É de Arrepiar!                                                                                        | [ 1 ]         |
| 2009 | Vila Isabel                           | 4.º lugar   | Especial    | Neste palco da folia, minha Vila anuncia: Theatro Municipal, o centenário maravilha                   | [ 1 ]         |
| 2009 | Renascer                              | Vice-campeã | Grupo A     | Como vai, vai bem? Veio a pé ou de trem?                                                              | [ 1 ]         |
| 2010 | Renascer                              | 8.º lugar   | Grupo A     | Aquaticópolis                                                                                         | [ 1 ]         |
| 2010 | Unidos da Tijuca                      | Campeã      | Especial    | É segredo!                                                                                            | [ 1 ]         |
| 2011 | Unidos da Tijuca                      | Vice-campeã | Especial    | Esta noite levarei sua alma                                                                           | [ 1 ]         |
| 2012 | Unidos da Tijuca                      | Campeã      | Especial    | O Dia em Que Toda a Realeza Desembarcou na Avenida para Coroar o Rei Luiz do Sertão                   | [ 1 ]         |
| 2013 | Unidos da Tijuca                      | 3.º lugar   | Especial    | Desceu num raio, é trovoada! O deus Thor pede passagem para mostrar nessa viagem a Alemanha encantada | [ 1 ]         |
| 2014 | Unidos da Tijuca                      | Campeã      | Especial    | Acelera, Tijuca!                                                                                      | [ 1 ]         |
| 2015 | Mocidade Independente de Padre Miguel | 7.º lugar   | Especial    | Se o mundo fosse acabar, me diz o que faria se só lhe restasse um dia?                                | [ 26 ]        |
| 2016 | Portela                               | 3.º lugar   | Especial    | No voo da águia, uma viagem sem fim...                                                                | [ 27 ]        |
| 2017 | Portela                               | Campeã      | Especial    | Quem Nunca Sentiu o Corpo Arrepiar ao Ver Esse Rio Passar?                                            | [ 28 ]        |
| 2018 | Vila Isabel                           | 9.º lugar   | Especial    | Corra que o Futuro vem aí                                                                             | [ 29 ]        |
| 2019 | Viradouro                             | Vice-campeã | Especial    | Viraviradouro                                                                                         |               |
| 2020 | Unidos da Tijuca                      | 9.º lugar   | Especial    | Onde moram os sonhos                                                                                  |               |
| 2020 | Gaviões da Fiel                       | 11.º lugar  | Especial SP | Um não sei que, que nasce não sei onde, vem não sei como e explode não sei porquê...                  | [ 30 ]        |
| 2022 | Paraíso do Tuiuti                     | 11.º lugar  | Especial    | Ka Ríba Tí Ye – Que Nossos Caminhos Se Abram                                                          |               |
| 2023 | Vila Isabel                           | 3.º lugar   | Especial    | Nessa Festa, Eu Levo Fé!                                                                              | [ 31 ]        |
| 2024 | Vila Isabel                           | 6º lugar    | Especial    | Gbala - Viagem ao Tempo da Criação (Reedição do enredo de 1993)                                       | [ 24 ]        |
| 2025 | Vila Isabel                           | 8º lugar    | Especial    | Quanto mais eu rezo, mais assombração aparece!                                                        | [ 32 ] [ 33 ] |

## Títulos e estatísticas
| Divisão         | Campeonato | Ano                    | Vice | Ano                    | Terceiro lugar | Ano              |
| --------------- | ---------- | ---------------------- | ---- | ---------------------- | -------------- | ---------------- |
| Grupo Especial  | 4          | 2010, 2012, 2014, 2017 | 4    | 2004, 2005, 2011, 2019 | 3              | 2013, 2016, 2023 |
| Segunda divisão | 1          | 2006                   | 1    | 2009                   | 0              | -                |

## Premiações
- Estandarte de Ouro

1. 2004 - Revelação [34]
2. 2004 - Melhor enredo (Tijuca - "O Sonho da Criação e a Criação do Sonho: A Arte da Ciência no Tempo do Impossível") [34]
3. 2005 - Melhor enredo (Tijuca - "Entrou Por um Lado, Saiu Pelo Outro… Quem Quiser Que Invente Outro!") [35][36]Paulo Barros recebendo o troféu Tupi 2010 de melhor carnavalesco.

- Estrela do Carnaval

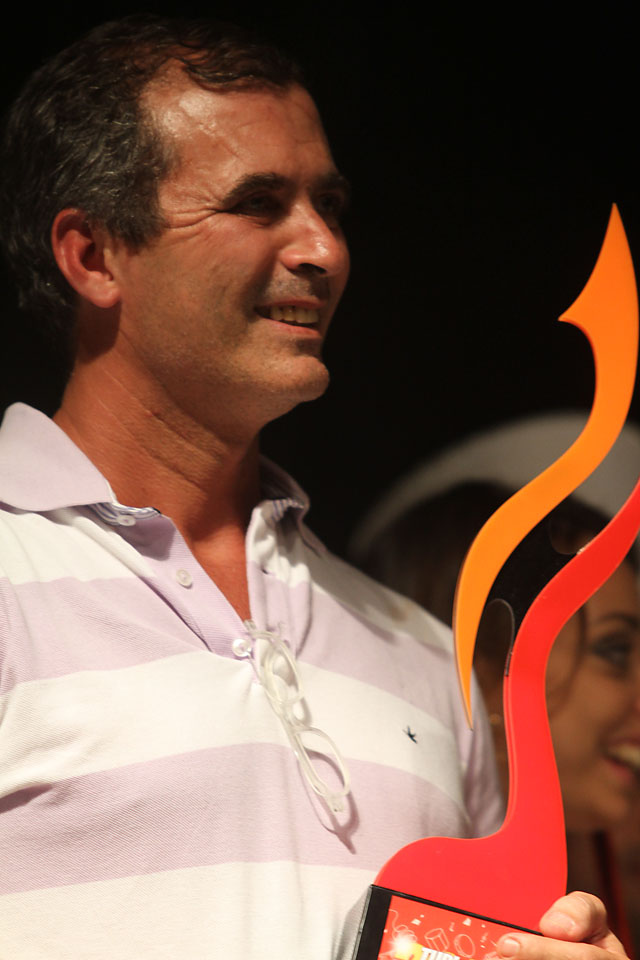
Paulo Barros recebendo o troféu Tupi 2010 de melhor carnavalesco.

1. 2010 - Melhor carnavalesco (Unidos da Tijuca) [37][38]
2. 2012 - Melhor conjunto de fantasias (Unidos da Tijuca) [39]
3. 2019 - Melhor carnavalesco (Viradouro) [40]
4. 2019 - Melhor conjunto de alegorias (Viradouro) [40]
5. 2023 - Melhor conjunto de alegorias (Vila Isabel) [41]

- Gato de Prata

1. 2016 - Melhor carnavalesco (Portela) [42]

- Plumas & Paetês Cultural

1. 2005 - Melhor carnavalesco (Unidos da Tijuca) [43]
2. 2010 - Melhor carnavalesco (Unidos da Tijuca) [44]
3. 2016 - Melhor carnavalesco (Portela) [45]
4. 2023 - Melhor desenhista/projetista (Vila Isabel) [46]

- Prêmio 100% Carnaval

1. 2019 - Melhor carnavalesco (Viradouro) [47]
2. 2019 - Melhor conjunto de fantasias [47]

- Prêmio SRzd

1. 2012 - Melhor carnavalesco (Unidos da Tijuca) [48]
2. 2024 - Melhor carnavalesco (Vila Isabel) [49]
3. 2024 - Melhor enredo (Vila Isabel - "Gbalá - Viagem ao Templo da Criação") [49]

- S@mba-Net

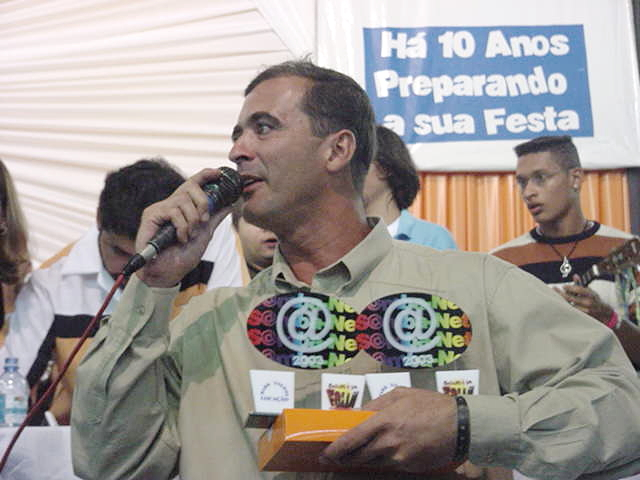
Paulo Barros recebendo os prêmios S@mba-Net de melhor enredo e melhor alegoria de 2003.

1. 2001 - Melhor conjunto de fantasias (Arranco) [50]
2. 2002 - Melhor conjunto de fantasias (Vizinha Faladeira) [51]
3. 2003 - Melhor enredo ("Tuiuti Desfila o Brasil em Telas de Portinari") [52]
4. 2003 - Melhor alegoria (Carro do espantalho) [52]
5. 2004 - Prêmio Especial [53]
6. 2010 - Melhor enredo (Renascer - "Aquaticópolis") [54][55]

- Tamborim de Ouro

1. 2006 - Beleza de Mensagem (Enredo da Tijuca - "Ouvindo Tudo Que Vejo, Vou Vendo Tudo Que Ouço") [56]
2. 2012 - Beleza de Mensagem (Enredo da Tijuca - "O Dia em Que Toda a Realeza Desembarcou na Avenida para Coroar o Rei Luiz do Sertão") [57]
3. 2016 - Melhor conjunto de alegorias (Portela) [58]

- Troféu Apoteose

1. 2013 - Melhor conjunto plástico (Unidos da Tijuca) [59]

- Troféu Jorge Lafond

1. 2010 - Personalidade [60]

- Troféu Rádio Manchete

1. 2011 - Troféu Manchete Online [61]

- Troféu Sambario

1. 2009 - Melhor alegoria (Carro abre-alas da Vila Isabel) [62]
2. 2010 - Melhor alegoria (Unidos da Tijuca - "Jardins Suspensos da Babilônia") [63]
3. 2023 - Melhor conjunto de alegorias (Vila Isabel) [64]

- Troféu Tupi Carnaval Total

1. 2010 - Melhor carnavalesco (Unidos da Tijuca) [65]